# حويرة أنيقة
حويرة أنيقة (الاسم العلمي:Tephrosia elegans) هي نوع من النباتات يتبع جنس الحويرة من الفصيلة البقولية.